# Edward Dierkes
Edward Bernard Dierkes est un joueur américain de soccer né le 14 mars 1886 à Saint-Louis  et mort le 21 novembre 1955 Kirkwood.

## Biographie
Avec l'équipe locale de Saint-Louis la St. Rose Parish, il participe au tournoi olympique de football de 1904. L'équipe remporte la médaille de bronze à l'issue du tournoi. 
Après sa carrière sportive, Edward Dierkes occupe différents postes. Dans les premières années 1900 et jusqu'au début des années 1910, il travaille comme commis dans un magasin. Pendant plus d'une décennie, il est chef de train pour la Pullman Company. À la fin des années 1920, Dierkes prend un nouveau tournant dans sa carrière en ouvrant son propre débit de boissons à Kirkwood, une banlieue de Saint-Louis.